# Geosmina
La geosmina és un compost orgànic de característica aroma terrosa, responsable precisament d'aquest gust de la remolatxa i de la forta flaire de petricor a l'aire quan la pluja cau sobre el terra. El seu nom prové del grec γεω «terra» i ὀσμή «olor». En termes químics, és un alcohol bicíclic de fórmula C₁₂H22O, derivat de la decalina.

## Producció
La geosmina és produïda per diferents tipus de microbis, incloent-hi cianobacteris (algues blaves) i actinobacteris (especialment Streptomyces) i s'allibera al medi quan aquests moren. Aquelles comunitats humanes que depenen del proveïment d'aigua superficial poden experimentar episodis gens agradables d'aigua de mal gust quan hi ha una gran mortalitat d'aquests bacteris i el compost s'escampa a les aigües. Per altra banda, en condicions acídiques la geosmina es descompon en una substància inodora.